# Machaut (cratère)
Pour les articles homonymes, voir Machault.
Machaut est un cratère d'impact présent sur la surface de Mercure. 
Le cratère fut ainsi nommé par l'Union astronomique internationale en 1976 en hommage au compositeur et écrivain français Guillaume de Machaut. 
Son diamètre est de 104 km. Il se situe dans le quadrangle de Beethoven (quadrangle H-7) de Mercure.